# Абиев, Агаджан Гулам оглы
Агаджан Гулам оглы Абиев (азерб. Ağacan Qulam oğlu Abıyev; род. 24 ноября 1937 году, Бюльбюля, Баку, Азербайджанская ССР, СССР) — государственный и политический деятель Азербайджана. Депутат Милли меджлиса Азербайджана III, IV, V созывов. Доктор медицинских наук (1990). Ректор Азербайджанской государственной академии физической культуры и спорта (1987—2015). Вице-президент Федерации бокса Азербайджана. Кандидат технических наук, профессор, заслуженный деятель науки Азербайджана (2007), член Международной академии наук.

## Биография
Родился 24 ноября 1937 года в посёлке Бюльбюля, ныне Республики Азербайджан. 
Окончил факультет физической культуры Азербайджанского государственного института физической культуры и факультет автоматизации и комплексной механизации металлургического производства Азербайджанского политехнического института.
С 1966 года работал преподавателем кафедры автоматики и вычислительной техники Азербайджанского политехнического института. С 1971 года — доцент, заведующий кафедрой Липецкого политехнического института. С 1983 года — заведующий кафедрой электротехники и электроники Азербайджанского института инженеров строительства. 
С 1987 года по 2015 год — ректор Азербайджанской государственной академии физической культуры и спорта.
Является автором одной монографии и более 100 научных статей. Имеется 4 изобретения.
Активный общественный деятель Азербайджана. Являлся вице-президентом Европейской Международной федерации бокса, членом исполнительного комитета Всемирной федерации бокса. С 1957 года работал тренером в спортивном обществе «Нефтчи». Мастер спорта и судья международной категории.
Являлся генеральным секретарем Национального Олимпийского комитета Азербайджана, вице-президентом Федерации бокса Азербайджана. 
Неоднократно выигрывал призовые места на международных турнирах. Шесть раз становился чемпионом Азербайджана. Имеет звания Почётный мастер спорта международного класса.
В 2005, 2010 и 2015 годах избирался депутатом Милли Меджлиса Азербайджанской Республики. Являлся членом парламентского комитета по науке и образованию, председателем дисциплинарной комиссии. Руководитель рабочей группы по межпарламентским связям Азербайджан—Куба, член рабочих групп по межпарламентским связям Азербайджан—Австрия, Азербайджан—Болгария, Азербайджан—Польша, Азербайджан—Россия.
1 марта 2025 года на 54-й Генеральной ассамблее Европейских олимпийских комитетов, состоявшейся во Франкфурте, Агахан Абыев был удостоен награды Европейских олимпийских комитетов «Олимпийский венок».
Член Партии «Новый Азербайджан».
В совершенстве владеет русским и английским языками.

## Награды
- Орден «Честь» (23 ноября 2017 года) — за многолетнюю плодотворную деятельность в общественно-политической жизни Aзербайджанской Республики[5].
- Орден «Слава» (6 апреля 2001 года) — по случаю 70-летия Азербайджанской государственной академии физического воспитания и спорта, за заслуги в области науки и образования, физического воспитания и развития спорта[6].
- Орден «За службу Отечеству» I степени (24 ноября 2022 года) — за многолетнюю плодотворную деятельность в развитии спорта в Азербайджанской Республике[7].
- Орден «За службу Отечеству» III степени (5 ноября 2012 года) — по случаю 20-летнего юбилея создания Национального Олимпийского Комитета Азербайджанской Республики и за заслуги в развитии спорта[8].
- Заслуженный деятель науки Азербайджана (23 ноября 2007 года) — за заслуги в развитии азербайджанской науки[9].